# Усещане
Усещането е отражение в мозъчната кора на отделни свойства на предметите и явленията от външния свят, както и на вътрешното състояние на организма, при въздействието върху анализаторите.

## История
През XVIII век сенсуалистите поддържат тезата, че всяко познание идва от сетивата: най-напред има чисто усещане, което е елементарно психично явление, дължащо се на стимулация на рецепторен орган, а след това възприятие, което е осъзнаване, придружаващо мозъчното възбуждане, на чиято основа се изработва познанието. Сега тази теза не се приема от психолозите, които отричат възможността да има усещане, откъснато от каквато и да е представа, от каквато и да е интерпретация. Те смятат, че чистото усещане е абстракция и че съществуват само възприятия и перцептивно поле. Но психофизиолозите доказват, следвайки Йоханес Мюлер, че усещането е преди всичко биологичен процес, специфична реакция на рецепторния апарат спрямо стимулациите на средата („закон за специфичната нервна енергия“). Тази физиологична реакция зависи пряко от сензорния орган и само непряко – от дразнителя: ретината, която нормално се дразни от светлината, дава именно това усещане, но електрическият ток произвежда същия ефект.
Усещането, което зависи повече от нервната система, отколкото от естеството на стимула, е повече биологична реакция, отколкото познание. То се подчинява на общите закони на нервната система (закон „всичко или нищо“: усещането се проявява внезапно, когато дразненето достигне определен праг на интензивност) и играе ролята на предпазна, адаптивна функция на живия организъм спрямо психохимичната среда. Психофизиолозите доказват, че законът на Густав Фехнер („усещането е пропорционално на логаритъма на дразненето“, тоест много по-бавно от дразненето) се проявява и на нивото на нервната тъкан. Прикрепвайки много фини електроди към нерв, който може да бъде стимулиран с електричество, те установяват, че когато интензивността на тока се увеличава в геометрична прогресия, нервните импулси следват с ритъм, чиято честота расте в аритметична прогресия: следователно организмът реагира на промените на средата като ги смекчава. От друга страна, сензорният апарат се състои освен от рецептори и техните аферентни нервни влакна, които предават съобщението от сетивата на мозъчната кора, а и от еферентна регулираща система, благодарение на която се контролира интензивността на усещанията. Така при наличие на непоносим шум (самолетен двигател, корабна сирена), настъпва контракция на мускулите на средното ухо, ефектът от което е намаляване на възможностите за вибриране на тъпанчето и оттам намаляване на риска от слухово увреждане.
Като биологическа реакция, която е неразривно свързана с психиката, усещането има за главна функция да ни запознава с външния свят и да ни поддържа в будно състояние. Липсата или намаляването на усещанията предизвиква сън.

## Физиологична основа
Резултат е от дейността на един анализатор. Частите на анализатора са:
- Възприемащ елемент (рецептор).
- Проводников нервен път (аферентен проводник).
- Мозъчна част, в която се извършва централно-мозъчният анализ и синтез.

Двигателният анализатор прави изключение. Има четвърта част – еферентен (центробежен) проводник.

## Особености, свойства и качества
Усещането, както и възприятието, ни дава непосредствено познание за действителността.
- Долен абсолютен праг – измерва се с минимално количество дразнител, който предизвиква едва забележимо усещане.
- Горен абсолютен праг – определя се от максималното количество дразнител, който се отразява от анализатора.

Долният и горен абсолютен праг определят границата на усетливостта. Диференциалният праг отразява минималната разлика в изменението на силата на дразнителя, която предизвиква едва забележими промени в усещането.

## Класификация
В зависимост от анализаторите:
- Екстерорецептивни (външни): зрителни, слухови, вкусови, обонятелни и кожни.
- Интерорецептивни (вътрешни) двигателни (кинестезични), вестибуларни (статични, за равносие) и органни (дават сведение за състоянието на всички вътрешни органи и системи).

В зависимост от това дали възникват от дразнители, които въздействат върху анализаторите директно или индиректно:
- Контактни
- Дистантни